# 23. Armee (Rote Armee)
Die sowjetische 23. Armee (russisch 23-я армия) war ein Großverband der Roten Armee im Zweiten Weltkrieg, der an der nördlichen Ostfront eingesetzt wurde. Die Armeetruppen kämpften ab Juni 1941 im Fortsetzungskrieg gegen die Finnische Armee an der Karelischen Landenge, wobei sie die nordwestlichen Zugänge nach Leningrad sicherten. Nachdem sich Finnland bereits im September 1944 aus dem Krieg zurückgezogen hatte, blieb die Armee weiterhin an der Karelischen Landenge eingesetzt und wurde erst 1948 aufgelöst.

## Geschichte

### 1941
Die 23. Armee wurde im Mai 1941 im Leningrader Militärbezirk gebildet und war als Nachfolgeverband der 7. Armee (1. Formation) entstanden. Sie hatte die im Winterkrieg 1940 gebildete vorgeschobene Grenze auf Wyborg und Ristalachti (westlich von Sortawala) sowie die Westküste des Ladogasee zu verteidigen. Nach Beginn des Vaterländischen Krieges deckte die 23. Armee den linken Flügel und die die 7. Armee (2. Formation) den rechten Flügel an der Karelischen Landenge. Der Besitz der Straße Petrosawodsk-Kexholm ermöglichte es den beiden Armee die eigenen Streitkräfte entlang der Front effizient zu manövrieren. Aber am rechten Flügel lag hinter dem 168., 142. Schützen- und der 198. motorisierten Division, vereint unter dem Oberkommando des 19. Schützenkorps, der Ladogasee. Die einzige Verbindung  mit dem Hinterland war die am Westufer des Ladogasees durch Kexholm führende Straße. In solch einer prekären Position befanden sich die 10 Schützendivisionen und 7 Artillerie-Regimenter der 23. Armee.
Armeegliederung am 1. Juli 1941
19. Schützenkorps (Generalmajor M. N. Gerasimow, ab 6. August Generalmajor F. N. Starikow)
- 115. Schützendivision (Generalmajor Wassili Fomitsch Konkow)
- 142. Schützendivision (Oberst Semjon Petrowitsch Mikulschki)

50. Schützenkorps (Generalmajor W. I. Schtscherbakow)
- 43. Schützendivision (Brig. Kom. Wladimir Wassiljewitsch Kripitschnikow)
- 70. Schützendivision (Generalmajor Andrei Jegorowitsch Fedjunin)
- 123. Schützendivision (Oberst Jewgenij Jefimowitsch Tschukanow)

10. mechanisiertes Korps (Generalmajor I. G. Lasarew)
- 21. Panzer-Division (Oberst Leonid Bunin)
- 24. Panzer-Division (Oberst Makarius Iwanowitsch Tschesnokow)
- 198. motorisierte Schützendivision (Generalmajor Wladimir Viktorowitsch Krjukow)

Gruppe Astanin (General A. N. Astanin)
- 177. und 191. Schützendivision, 8. Schützenbrigade
- 27. befestigter Raum (Wyborg) und 28. befestigter Raum (Kexholm)
- 24., 28., 43., 573. Korps-Artillerie-Regiment
- 101. Haubitzen-Artillerie-Regiment, 108. und 519. Haubitzen-Regiment

Nach Kriegsausbruch am 22. Juni lautete der Befehl der übergeordneten Nordfront die Grenze im Raum Ristalachti (westlich von Sortawala), nördlich und nordöstlich von Wyborg bzw. die nordwestlichen Zugänge nach Leningrad und das Westufer des Ladogasees gegenüber einer Invasion durch die Finnen zu verteidigen. Die am rechten Flügel vorgeschobene Vorhut – die 142. Schützendivision und die 168. Schützendivision der rechts benachbarten 7. Armee zogen sich bereits ab 23. Juni auf eine bessere Verteidigungsstellung zurück. Die Finnen waren zunächst den sowjetischen Truppen zahlenmäßig etwas unterlegen (ihre Divisionen waren etwas stärker an Mannschaftsstärke), aber in Bezug auf Panzer und Artillerie deutlich unterlegen. Ende Juni nahm jede Division der Armee etwa 40–47 Kilometer Front ein, die Artilleriedichte betrug etwa 5 Kanonen und Mörser pro Frontkilometer. Das 10. mechanisierte Korps befand sich anfangs in der Armeereserve, wurde aber Anfang Juli zum Luga-Abschnitt abgezogen.
Die finnische Offensive an der Karelischen Landenge begann am 10. Juli auf breiter Front zwischen Pyhajärvi über Korpiselka in Richtung auf Imatra. Für die Offensive auf der Karelischen Landenge und im Raum nördlich des Ladoga-Sees setzten die Finnen drei Armeekorps ein. Der Hauptschlag erfolgte in Richtung des befestigten Raumes Kexholm. Das 4. Armeekorps (4., 8. und 12. Infanteriedivision) war von der Küste des Finnischen Meerbusens bis zum Saimo-See stationiert. Zwischen Lappeenranta und Imatra befand sich die 10. Infanteriedivision und die 1. Kavalleriebrigade als Reserve. Das 2. Armeekorps (2., 15. und 18. Infanteriedivision) war von Vuoksa bis Pyhäjärvi eingesetzt.
Die finnische Truppen starteten am 31. Juli die zweite Phase ihrer Offensive, sie planten, die Westküste des Ladogasees zu erreichen und die 23. Armee zu spalten. Am 2. August versuchten die sowjetische 198. mechanisierte und die 142. Schützendivision die Finnen im Gegenangriff aus den Raum Lachdenpochja in westlicher Richtung zu stoppen, erlitten jedoch schwere Verluste und mussten zurückgehen. Am 6. August wurde Generalleutnant P. S. Pschennikow Kommandeur der 8. Armee, an seiner Stelle wurde M. N. Gerasimow zum Kommandeur der 23. Armee ernannt. Der Verlust der Reserven zwang die Armeetruppen sich auf Linien zurückzuziehen, die im nördlichsten Teil der Front leichter zu verteidigen waren. Es wurden Verteidigungslinien mit Bunkern aus Holz angelegt und aufgeworfene Gräben mit Minenfelder gesichert. Die finnische 18. Division rückte durch die Wälder vor und griff gegen die nördliche Flanke der sowjetischen 115. Schützendivision an, deren Einheiten sich durch das Gehölz zurückzogen. Für 8. August war ein Gegenangriff 198. Schützendivision im Raum Sortawala angesetzt, um die wieder vorrückende 2. und 142. Schützendivision zu unterstützen. Gleichzeitig sollte die 43. und 115. Schützendivision die finnischen Reserven binden. Letzte Absicht scheiterte frühzeitig, die 115. Division musste sich in Richtung Helisevänjoki zurückziehen, wo ein Fluss gute Verteidigungspositionen gegen die angreifende finnische 18. Division bot. Am 9. August erreichten die Finnen trotz hartnäckigen Widerstandes der sowjetischen Truppen die Linie Lachdenpochja, Kurkijoki und Hiitola an der Küste des Ladogasees. Dabei wurde die rechte Flanke der 23. Armee in drei voneinander isolierte Gruppen gespalten. In der ersten Gruppe, vom Norden und Nordwesten im Raum Lachdenpochja umfasst, befanden sich Einheiten der 23. und 7. Armee. Von der 7. Armee war hier die 168. Division und das Schützenregiment 367 der 71. Schützendivision, von der 23. Armee war das Schützenregiment 708 der 115. Schützendivision isoliert.  Die zweite Gruppe umfasste die 142. Schützendivision und die 198. motorisierte Division und befand sich im Raum nördlich und nordöstlich von Khitol. Die dritte Gruppe unter Oberst Donskoi wurde westlich der Stadt Kexholm eingeschlossen. Während der Kämpfe wurde die 43. Schützendivision in der Schlacht von Porlampi geschlagen. Um zu verhindern, dass die Finnen weiter ungehindert in südöstlicher Richtung vordrangen, warf das Oberkommando der 23. Armee die 265. Schützendivision in den Kampf. Die 23. Armee hatte schwere Verluste erlitten und musste auf die alte Grenzlinie nördlich Leningrad zurückgehen, wo Stellungen im 22. befestigten Raum eingenommen wurden. Die Ladoga-Flottille kam den Abgeschnittenen zu Hilfe.
Am 10. August schlugen die Finnen den sowjetischen Gegenangriff bei Hiitola zurück und nahmen am nächsten Tag die Offensive auf der gesamten Karelischen Landenge wieder auf. Die Truppen des linken Flügels der 23. Armee (115., 43. und 123. Schützendivision), unterstützt von den Streitkräften der Flotte, schlugen die Offensive der finnischen Truppen im Kampf um Wyborg einen Monat lang zurück. Unterstützung leisteten dabei 12 Küstenbatterien des Festungsgebiets Wyborg. Vom 12. bis 22. August führte die Flottille die Evakuierung der 142. und 198. Schützendivision durch. Teile der 168. Schützendivision wurden zunächst auf die nahe gelegene Insel Walaam und dann in der zweiten Phase nach Schlüsselburg evakuiert. Gleichzeitig wurde die 168. Schützendivision mit allem Material evakuiert und sofort in den Raum Kolpino umgruppiert. Aufgrund der neuen militärischen Lage wurde die 23. Armee am 24. August an die Leningrader Front übertragen. Am 29. August besetzten die Finnen Wyborg und Kivennen, am 30. August Raivola und am 31. August Terijoki.
Die Truppen des linken Flügels der 23. Armee  begannen ihren systematischen Rückzug. Die auf den Inseln der Wyborg-Bucht befindlichen Küstenbatterien undicht die Schiffe der Schärenflottille deckten den Truppenabzug und wehrten feindliche Landungen ab. Mit Unterstützung von Küstenbatterien von den Inseln des Björk-Archipels hielten die sowjetischen Truppen den Brückenkopf mehrere Tage lang. Der geplante Rückzug verlief jedoch nicht nach Plan, weil die Finnen die Fluchtwege abschnitten. Die 43., 115. und 123. Schützendivision wurden umzingelt, es gelang den eingekreisten Einheiten im Raum Koivisto zur Küste auszubrechen, wo die Baltische Flotte Ende August mit der Evakuierung begann. Bis zum 1. und 2. September wurden 27.000 Mann evakuiert, darunter 2.000 Verwundete. Bei dem wenig geordneten Rückzug gingen fast alle Waffen und militärische Ausrüstung verloren. Als die finnische Armee am 1. September auf Befehl von Feldmarschall Mannerheim die Offensive stoppte, bestand die 23. Armee nur noch aus 80.000 Mann und hatte große Mengen an schweren Waffen und Material verloren. Der Militärrat der Leningrader Front befahl die 23. Armee auf die Linie des 22. Festungsraums (Karelien) zurückzuziehen, der entlang der Grenze von 1939 verlief.
Von 1942 bis Juni 1944 befand sich die 23. Armee im Stellungskrieg und verteidigte die nordwestlichen Zugänge nach Leningrad.
Armeegliederung am 1. August 1942
- 10.,20., 123., 136., 142. und 291. Schützendivision

Armeegliederung am 1. Mai 1943
- 10., 92., 142. und 288. Schützendivision
- 27. Schützenbrigade

### 1944
Anfang Mai 1944 plante die Stawka nach der Aufhebung der Leningrader Blockade auch an der Karelischen Landenge bei der 23. Armee (Generalleutnant A. I. Tscherepanow) zwischen Ladogasee und Ochta wieder in die Offensive überzugehen. Gemäß dem Plan der Operation sollten zur Unterstützung der Leningrader Front auch die nach Karelien verlegte 21. Armee eingesetzt werden, um den von der 13. Luftarmee unterstützten Angriff der 23. Armee in Richtung Beloostrow – Summa – Wyborg – Lappeenranta zu verstärken. Die Hauptstadt  Kareliens – die Stadt Wyborg, der wichtigste Verkehrsknotenpunkt in Südfinnland sollte zurückerobert werden.
Am 9. Juni 1944 begann die Artillerie- und Luftbombardements gegen die zuvor ausgemachten Ziele, bei der die erste dauerhafte finnische Verteidigungslinie zerstört wurde. Am 10. Juni gingen die Truppen der 21. Armee im Rahmen der Wyborger Operation in die Offensive. Am 11. Juni durchbrachen Teile des 115., 98. und 97. Schützenkorps die zweite Verteidigungslinie des finnischen 3. Korps, am Abend des 11. Juni erreichten die Truppen der 23. Armee die Linie Termolowo – Chirelja. Besonders heftige Kämpfe entfalteten sich im Raum Siiranmjaki und um die Höhe 171,0. Am Morgen des 14. Juni begannen nach erneuter Artillerievorbereitung und Luftangriffen der Angriff auf die zweite feindliche Verteidigungslinie. Einheiten des 98. und 115. Schützenkorps nahmen das befestigte Mustalowo und führten drei Tage lang hartnäckige Kämpfe, bevor der operative Durchbruch erzwungen war. Am 14. Juni  durchbrachen Einheiten der 281. Schützendivision mit Unterstützung des 46. Garde-Panzerregiments und dem selbständigen 226. Panzerregiment die Verteidigung der finnischen Truppen. Der von der 281. Schützendivision begonnene Durchbruch wurde von der 177. Schützendivision zum Erfolg ausgebaut. Die 23. Armee säuberte das südliche Ufer des Flusses Vuoksi und überquerte den Fluss während der Schlacht von Vuosalmi.
Armeegliederung am 13. Juni 1944
98. Schützenkorps
- 142. und 372. Schützendivision

124. Schützenkorps
- 177., 281. und 286. Schützendivision

108. Schützenkorps
- 10. und 46. Schützendivision

115. Schützenkorps
- 92. und 314. Schützendivision
- 72. und 90. Schützendivision

97. Schützenkorps
- 178., 358. und 381. Schützendivision

17. und 22. befestigter Raum
Bis zum Abend des 17. Juni erreichten die Armeetruppen die Linie Kosela – Saunasari – Rautu – Myakrjalja – Tarpila. Am 17. Juni trat auch das 6. Schützenkorps mit der 13. und 382. Schützendivision der Armee bei. Am 20. Juni erreichten die Truppen der 23. Armee die dritte finnische Verteidigungslinie, die entlang der Seen des Vuoksa-Abschnittes verlief. Am 9. Juli begannen die Einheiten des 115. Schützenkorps (142. und 10. Schützendivision) und  der 92. Schützendivision des 98. Schützenkorps  mit der Überquerung des Flusses auf einer Breite von etwa  400 Metern, um einen Brückenkopf an seinem linken (nördlichen) Ufer zu bilden. Bis zum 12. Juli gelang es ihnen, den Brückenkopf auf 7 km Breite und zu 2 km Tiefe zu erweitern. Die Schlacht am Vuoksa war neben der von der 21. Armee getragenen Schlacht von Tali-Ihantala eine der blutigsten Schlachten an der Karelischen Landenge. In den Julikämpfen hatte die 23. Armee 3.374 Tote, 13.451 Verwundete und 872 Vermisste.
Am 13. Juli erhielten das Oberkommando der 59. Armee und 21. Armee vom Militärrat der Leningrader Front die Weisung, die Offensive abzubrechen. Am selben Tag wurde der Führung der 23. Armee befohlen, das 6. Schützenkorps am Morgen des 15. Juli auf das linke Ufer des Vuoksi-Flusses an der Linie Rajsala, Inkel, Antrea umzugruppieren. Der 13. und 327. Schützendivision wurde befohlen, in der Nacht vom 16. Juli in die Verteidigung überzugehen. Die Finnen versuchten, den Brückenkopf einzudrücken, noch am 19. Juli wurde Artilleriebeschuss bei der 23. Armee vermerkt. Ab 24. Juli wurde dann eine Abnahme der finnischen Feueraktivität festgestellt. Die Stellungskämpfe dauerten noch bis zum Waffenstillstand an.
In der Nacht zum 4. September gab das finnische Kommando ab 08:00 Uhr am 4. September 1944 eine Erklärung zur Einstellung der Feindseligkeiten ab. Tatsächlich wurden die Feindseligkeiten aber nicht sofort entlang der gesamten Frontlinie gestoppt. Nach der Unterzeichnung des Moskauer Waffenstillstands am 19. September 1944 übernahm die 23. Armee die Aufgabe, die Staatsgrenze zu Finnland zu schützen. Nach Beendigung der Kämpfe mit Finnland wurden die Heeresverbände an die Staatsgrenze zu Finnland geführt, wo sie sich bis Kriegsende befanden.
Armeegliederung am 1. November 1944
6. Schützenkorps
- 327. und 382. Schützendivision

115. Schützenkorps
- 10., 92. und 224.Schützendivision

Armeegliederung am 1. Mai 1945
97. Schützenkorps (177., 178., 224. Schützendivision)
- 9., 16., 17. befestigter Raum
- 47. Garde-Artillerie-Brigade
- 8. und 21. Garde-Kanonenartillerie-Regiment
- 94. Panzerabwehr-Regiment, 174. Mörser-Regiment
- 24. Garde-Raketen-Artillerie-Regiment, 1469. Flugabwehr-Artillerie-Regiment
- 71., 168., 177. und 618. separate Flak-Bataillone

Am 9. Juli 1945 wurde die die Armee kommandierende Leningrader Front wieder in Leningrader Militärbezirk umbenannt. Nach dem Krieg umfasste die 23.  Armee zunächst das 14. und 30. Garde-Schützenkorps. Letztere waren am 10. Juni nach Wyborg verlegt worden, nachdem sie von der 10. Gardearmee versetzt worden waren, und umfassten die 45., 63. und 64. Garde-Schützendivision. Im August wurde das 14. Garde-Schützenkorps in den Militärbezirk Charkow verlegt. Bis zum 1. Oktober umfasste die 23. Armee auch das 30. Garde-Schützenkorps und die befestigte Räume 9., 16., 17. und 22. Im April 1948 wurde das Hauptquartier der 23. Armee aufgelöst und ihre Einheiten wurden direkt dem Hauptquartier des Militärbezirks unterstellt.

## Führung
Oberbefehlshaber
- Generalleutnant Pjotr Stepanowitsch Pschennikow, 25. Mai 1941 – 6. August 1941
- Generalleutnant Michail Nikanorowitsch Gerasimow, 6. August 1941 – 8. September 1941
- Generalmajor/Generalleutnant Alexander Iwanowitsch Tscherepanow, 9. September 1941 – 3. Juli 1944
- Generalleutnant Wassili Iwanowitsch Schwetzow, 3. Juli 1944 – April 1948

Stabschefs
- Oberst Nikolai Wassiljewitsch Gorodetzki, 25. Mai – 27. Juli 1941
- Generalmajor Pjotr Alexsejewitsch Iwanow, 27. Juli 1941 – 10. Oktober 1941
- Generalmajor Semjon Petrowitsch Mikulski, 1. Oktober 1941 – 23. Januar 1942
- Generalmajor Wladimir Alexejewitsch Krylow, 23. Januar 1942 – 18. September 1942
- Generalmajor A. A. Samsonow, 19. September 1942 – 9. Mai 1944
- Generalmajor D. M. Bolschakow, 10. Mai 1944 – 20. März 1947

Mitglieder des Militärrats
- Brigadekommissar Wladimir Wassiljewitsch Sosnowikow, 13. Juni 1941 – 11. November 1941
- Brigadekommissar Michail Nikiforowitsch Poschidajew, 2. November 1941 – 20. Dezember 1941
- Brigadekommissar Wassili Michailowitsch Chanschin, 21. Dezember 1941 – 24. Februar 1942
- Brigadekommissar Wassili Andrejewitsch Stschew, 24. Februar 1942 – 29. April 1942
- Brigadekommissar Georgi Pawlowitsch Romanow, 29. April 1942 – 10. Oktober 1942
- Generalmajor Konstantin Trofimowitsch Kurotschkin, 10. Oktober 1942 – 20. Mai 1944
- Generalmajor Fjodor Afanasjewitsch Schamanin, 20. Mai 1944 – 31. Juli 1945